# F1 22
F1 22는 코드마스터즈가 개발하고 EA 스포츠가 배급한 경주 게임이다. 코드마스터즈의 F1 시리즈의 15번째 작품이다. 이 게임은 2022년 포뮬러 원과 포뮬러 2 챔피언십의 공식 라이선스를 보유하고 있다. 이 게임은 7월 1일에 플레이스테이션 4, 플레이스테이션 5, Windows, 엑스박스 원, 엑스박스 시리즈 X/S로 출시되었다. 또한 EA의 오리진 플랫폼을 메인 플랫폼으로 데뷔했으며, EA 데스크톱 앱에서도 플레이 가능하며 에픽게임즈 스토어에서도 플레이할 수 있다. 이전 작품들에서는 스팀이 PC 플레이어에게 유일하게 사용 가능한 플랫폼이었다. 이 게임은 출시 예정인 F1 24의 발표에 따라 2024년 3월에 판매 중단되었다.
이 게임은 비평가들로부터 전반적으로 긍정적인 평가를 받았지만, 대부분의 사용자 비판은 이전 타이틀에 비해 혁신이 부족하다는 점과 새로운 "F1 라이프" 모드, 그리고 2022년 시즌 포뮬러 원에 적용된 실제 규정 변경과 연결된 새로운 트랙션 시스템에 대한 논란을 야기한 개정된 인게임 차량 핸들링 모델에 집중되었다.

## 게임 플레이
2022년 포뮬러 원 시즌의 새로운 기술 규정으로 인해 F1 22는 업데이트된 물리 엔진을 갖춘 새로운 자동차 모델을 특징으로 한다. 이 게임은 또한 스페인 그랑프리를 위한 바르셀로나 카탈루냐 서킷, 아부다비 그랑프리를 위한 야스 마리나 서킷 및 오스트레일리아 그랑프리를 위한 앨버트 파크 서킷의 개정된 레이아웃을 포함한 업데이트된 트랙 목록과 새로운 마이애미 그랑프리를 위한 새로운 마이애미 인터내셔널 오토드롬을 추가했다. 포르투갈 그랑프리의 본거지인 알가르베 인터내셔널 서킷과 중국 그랑프리를 개최하는 상하이 인터내셔널 서킷은 이후 업데이트로 게임에 추가되었다.
스포츠에 새롭게 추가된 포뮬러 원 스프린트도 게임에 포함되어 있다. F1 22는 적응형 AI를 특징으로 하며, 플레이어의 성능에 따라 AI 차량의 속도를 조절하여 레이스마다 플레이어가 경쟁력을 유지하도록 한다. 이 게임은 또한 플레이어가 슈퍼카, 의류, 액세서리를 수집할 수 있는 F1 라이프라는 사용자 정의 가능한 허브 모드를 도입한다. 이 게임은 또한 오큘러스 리프트 또는 HTC 바이브, 가상 현실 헤드셋을 통한 PC용 가상 현실을 지원하는 것으로 확인되었다. F1 22는 또한 텔레비전 포뮬러 원 방송을 기반으로 한 몰입형 방송 옵션과 인터랙티브 피트 스탑을 특징으로 한다.
EA와 코드마스터즈는 또한 새로운 "F1 라이프" 모드를 통해 액세스 가능한 "피렐리 핫 랩스"를 통해 포뮬러 원에 슈퍼카를 추가했으며, 메인 메뉴에는 라이선스 사운드트랙도 포함되었다. 또한 F1 레이스의 메인 영어 해설자로 데이비드 크로프트 또는 채널 4의 알렉스 자크를 선택하는 옵션도 추가되었다.
출시 후 업데이트에서 F1 22는 2023년 알파 로메오 C43을 특징으로 한다.

## 개발 및 출시
F1 22는 2022년 4월에 공개되었으며, 코드마스터즈와 EA 스포츠가 모두 게임 개발에 복귀했다. 이 게임은 2022년 포뮬러 원과 포뮬러 2 챔피언십의 공식 비디오 게임이며, 프론티어 디벨롭먼츠의 F1 매니저 2022와 함께한다. 이 게임은 7월 1일에 플레이스테이션 4, 플레이스테이션 5, Windows, 엑스박스 원, 엑스박스 시리즈 X/S 플랫폼으로 스팀, 에픽게임즈 스토어 및 오리진을 통해 출시되었으며, 이는 2022년 영국 그랑프리 주말이었다. 게임의 챔피언 에디션은 3일 앞선 6월 28일에 출시되었다.

## 평가
F1 22는 리뷰 애그리게이터 메타크리틱에 따르면 "전반적으로 호평"을 받았다.
유로게이머는 코드마스터즈의 동적 날씨와 같은 시뮬레이션 요소 구현을 칭찬하고 포포이싱을 제외한 것에 찬성했지만, 이 게임을 "지나치게 익숙하고" "지나치게 부풀려졌다"고 언급하며 "2022년 규정이 해결한 만큼 많은 문제를 도입했으며, 새로운 규정 세트의 긍정적인 영향은 앞으로 몇 년 동안은 제대로 볼 수 없을 것 같다"고 썼다. 게임스팟은 플레이어 에이전시 수준 증가, 어시스트 설정 모음, 그리고 새로운 포뮬러 원 시대의 진정한 재현을 칭찬했지만, 반복의 부족, 공허한 F1 라이프 모드, 그리고 마이크로트랜잭션의 포함을 비판했다. IGN은 포뮬러 원 스프린트 레이스 형식, 가상 현실 지원, 그리고 프랜차이즈의 침체된 요소를 되살린 것을 좋게 평가했지만, 전작의 브레이킹 포인트 모드를 대체한 "어리석은" F1 라이프 모드와 게임의 수익화에 대해 비판했다. PC 게이머는 실제 순위 업데이트, 스프린트 레이스, 스킬 트리 시스템, 손상 모델, 그리고 플레이어 선택의 풍부함을 칭찬했지만, 오래된 그래픽, 일관성 없는 AI, 콘솔 컨트롤, 그리고 실속 없는 슈퍼카 추가를 비판하며 "이 연간 출시는 F1 2014 이후 이렇게 불필요하게 느껴진 적이 없다"고 언급했다.
피시게임스엔은 "[F1 22]의 매력에 무감각해졌다"고 느끼며 "이전 반복에서 너무 여러 번 이 경험을 겪었고, F1 22에는 이를 완화할 의미 있는 새로운 콘텐츠가 거의 없다는 누적된 피로"를 한탄했다. 폴리곤은 "F1 22는 변혁적인 작품이 아니었지만, 그럴 필요도 없었다. 새로운 자동차를 만들고, 한계까지 운전하는 법을 배우는 유기적인 도전은 변혁만으로도 충분했다"고 밝혔다. 푸시 스퀘어는 뛰어난 핸들링, 좋은 비주얼, 깊이 있는 커리어 모드, 새로운 슈퍼카, 그리고 강력한 커스터마이징을 칭찬했지만, 수많은 버그, 충돌, 화면 찢김, 그리고 오래된 게임 엔진과 실속 없는 F1 라이프 모드를 비판했다. 섁뉴스는 개편된 트랙, 새로운 서킷, 리믹스된 오디오, 새로운 해설, VR 지원, 그리고 새로운 규정 및 자동차 디자인 통합을 칭찬했지만, 슈퍼카의 "끔찍한" 느낌, 어려운 AI, 그리고 지속적인 시리즈 문제를 싫어했다. 가디언은 이 게임에 3/5점을 주며 그래픽과 올해의 트랙에서 올해의 자동차를 운전할 수 있는 능력을 칭찬했지만, F1 라이프를 "터무니없다"고 비판했다.
제26회 연례 D.I.C.E. 어워드에서 인터랙티브 예술 과학 협회는 F1 22를 "올해의 레이싱 게임" 후보로 지명했다.
이 게임은 영국 판매 차트에서 1위를 차지했다.

## 참고
1. ↑  The Champions Edition of the game was released on 2022년 6월 28일.